# Rafiki Saïd
Rafiki Saïd Ahamada (Samba-Mbondoni, Comoren, 15 maart 2000) is een Comorees voetballer die sinds 2025 uitkomt voor Standard Luik.

## Clubcarrière
Saïd werd geboren op de Comoren en verhuisde als kind naar Frankrijk. Daar sloot hij zich aan bij Patronage Laïque du Pilier Rouge Brest, waar hij tijdens een wedstrijd tegen Stade Brestois op de radar van laatstgenoemde club kwam te staan. Saïd maakte daarop de overstap naar de club, waar hij bij de U11 instroomde. In mei 2020 ondertekende hij zijn eerste profcontract bij de club. Saïd maakte op dat moment ook al deel uit van het beloftenelftal van de club in de Championnat National 3.
In de winter van 2021 werd Saïd door Stade Brestois voor een half seizoen uitgeleend aan Stade Briochin Daar deed hij de nodige ervaring op: van de vijftien resterende competitiewedstrijden miste Saïd er geen enkele (en was hij slechts viermaal invaller), ook in de Coupe de France speelde hij drie wedstrijden. 
Op 12 september 2021 maakte Saïd zijn officiële debuut voor het eerste elftal van Stade Brestois: op de vijfde competitiespeeldag liet trainer Michel Der Zakarian hem een paar minuten voor tijd invallen in het 1-1-gelijkspel tegen Angers SCO. Saïd kwam in het seizoen 2021/22, waarin hij niet gespaard bleef van blessureleed, niet verder dan een invallersstatuut in de ploeg van Der Zakarian, die hem veertien keer de wei instuurde in de Ligue 1 en hem dat seizoen enkel in de bekerwedstrijd tegen Dinan-Léhon FC liet starten.
Op 31 augustus 2022 werd het definitieve afscheid van Saïd bij Stade Brestois aangekondigd: de flankaanvaller, die niet langer in de plannen paste, ondertekende een contract van een jaar met optie op twee extra seizoenen bij tweedeklasser Nîmes Olympique. Onder trainer Nicolas Usaï en diens opvolger Frédéric Bompard was hij een vaste waarde bij het eerste elftal van de club, die in maart 2023 zijn contract openbrak tot medio 2025. Saïd scorde in zijn debuutseizoen bij Nîmes negen competitiegoals, en klokte door zijn bekergoal tegen FC Borgo zelfs af op tien doelpunten in alle competities.
Na amper één seizoen bij Nîmes ondertekende Saïd in juli 2023 een vierjarig contract bij Troyes AC, dat in het seizoen daarvoor voorlaatste was geëindigd in de Ligue 1. In zijn debuutseizoen was hij er opnieuw goed voor negen competitiegoals, in het seizoen daarop klokte hij af op acht competitiegoals, waaronder een omhaalgoal tegen SC Bastia die in mei 2025 werd verkozen tot mooiste doelpunt van het seizoen in de Ligue 2.
In juli 2025 ondertekende Saïd een driejarig contract bij de Belgische eersteklasser Standard Luik.

## Interlandcarrière
Rafiki maakte op 17 november 2023 zijn interlanddebuut voor de Comoren: in de WK-kwalificatiewedstrijd tegen de Centraal-Afrikaanse Republiek (4-2-winst) kreeg hij een basisplaats en opende hij meteen zijn doelpuntenrekening.